# Центральный парк культуры и отдыха (Могилёв-Подольский)
Центральный парк культуры и отдыха (укр. Центральний парк культури і відпочинку) — парк в городе Могилёв-Подольский Могилёв-Подольского района Винницкой области Украины, памятник садово-паркового искусства.

## История
Озеленение и благоустройство города началось в 1930е годы, когда здесь было заложено пять скверов. 
После начала Великой Отечественной войны с 23 июня 1941 года начались воздушные бомбардировки города. 
4 июля советские войска отступили на левый берег Днестра, 7 июля 1941 года начались бои за Могилёв-Подольский. 19 июля 1941 года он был оккупирован немецко-румынскими войсками и включён в состав Румынии. 19 марта 1944 года город был освобождён советскими войсками. В результате боевых действий и немецко-румынской оккупации город серьёзно пострадал, но в дальнейшем, началось его восстановление. В соответствии с четвёртым пятилетним планом восстановления и развития народного хозяйства СССР в 1945-1950 гг. город был полностью восстановлен.
Восстановление городского парка было завершено до начала 1954 года, при этом географическое положение города (в низине между поросшими лесом горами, на берегу реки Днестр), обеспечившее мягкий и тёплый микроклимат дало возможность увеличить видовое разнообразие высаженных деревьев и кустарников за счёт нехарактерных для Винницкой области теплолюбивых растений.
В результате, в 1967 году Могилёв-Подольский исполком городского Совета занял первое место среди всех районных центров Винницкой области по благоустройству и был награждён переходящим Красным знаменем Винницкого облисполкома. 
В следующие десятилетия развитие парка продолжалось. Решением Винницкого облисполкома № 525 от 19 декабря 1985 года парк (площадью 15,5 гектаров) получил статус памятника садово-паркового искусства.
После провозглашения независимости Украины парк был включён в природно-заповедный фонд Украины.

## Описание
Парк имеет регулярную планировку, на его территории проложены выложенные бетонной плиткой пешеходные аллеи, построена эстрада, высажены и произрастают деревья, кустарники и растения. На территории парка есть фонтан, на аллеях установлены скамейки.